# Escola Industrial
|  | Per a altres significats, vegeu «Escola Industrial (desambiguació)». |

L'Escola Industrial (antiga Fàbrica Batlló) és un conjunt d'edificis que ocupa quatre illes del Pla Cerdà, entre els carrers del Comte d'Urgell. París, Viladomat i Roselló de Barcelona, catalogat com a bé cultural d'interès local. Tanmateix, de la gran quantitat de construccions realitzades al llarg dels gairebé 150 anys d'història, només estan catalogats les corresponents al cos central d'entrada, l'Edifici del Rellotge, l'Escola d'Arts i Oficis i la residència d'estudiants amb la capella.

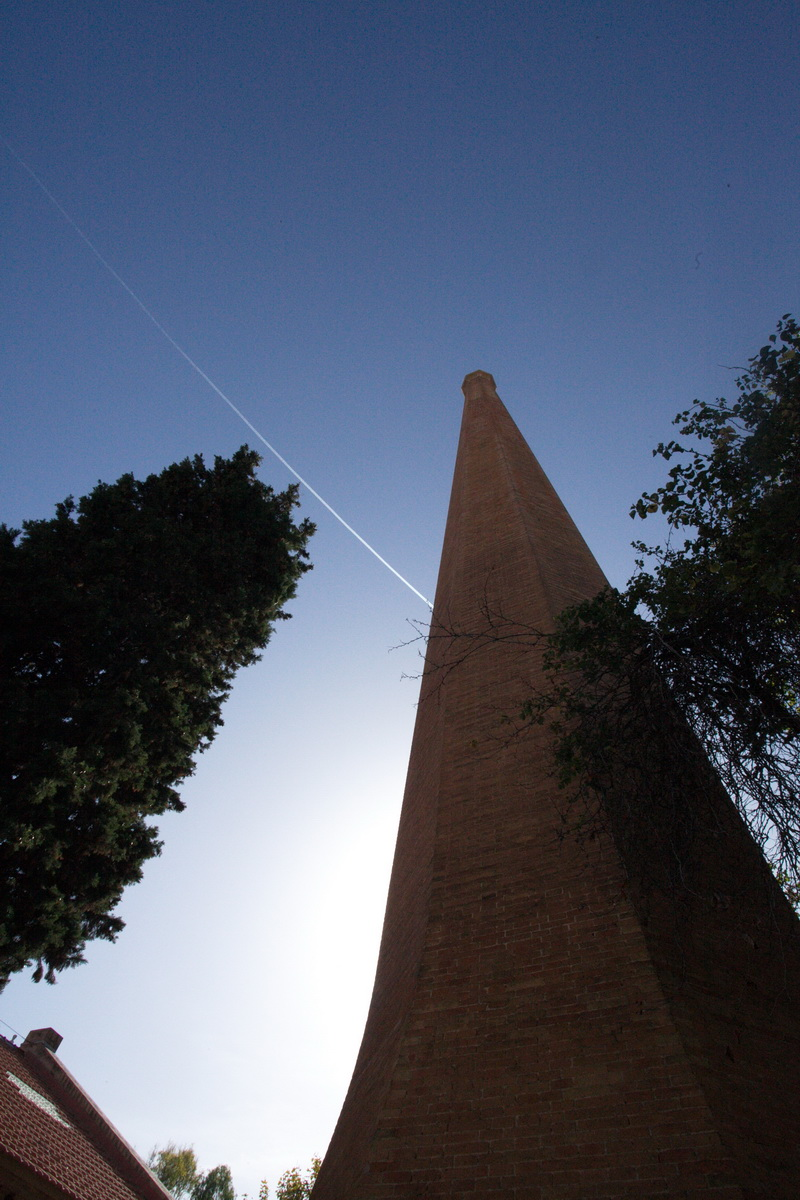
Xemeneia de l'antiga fàbrica tèxtil

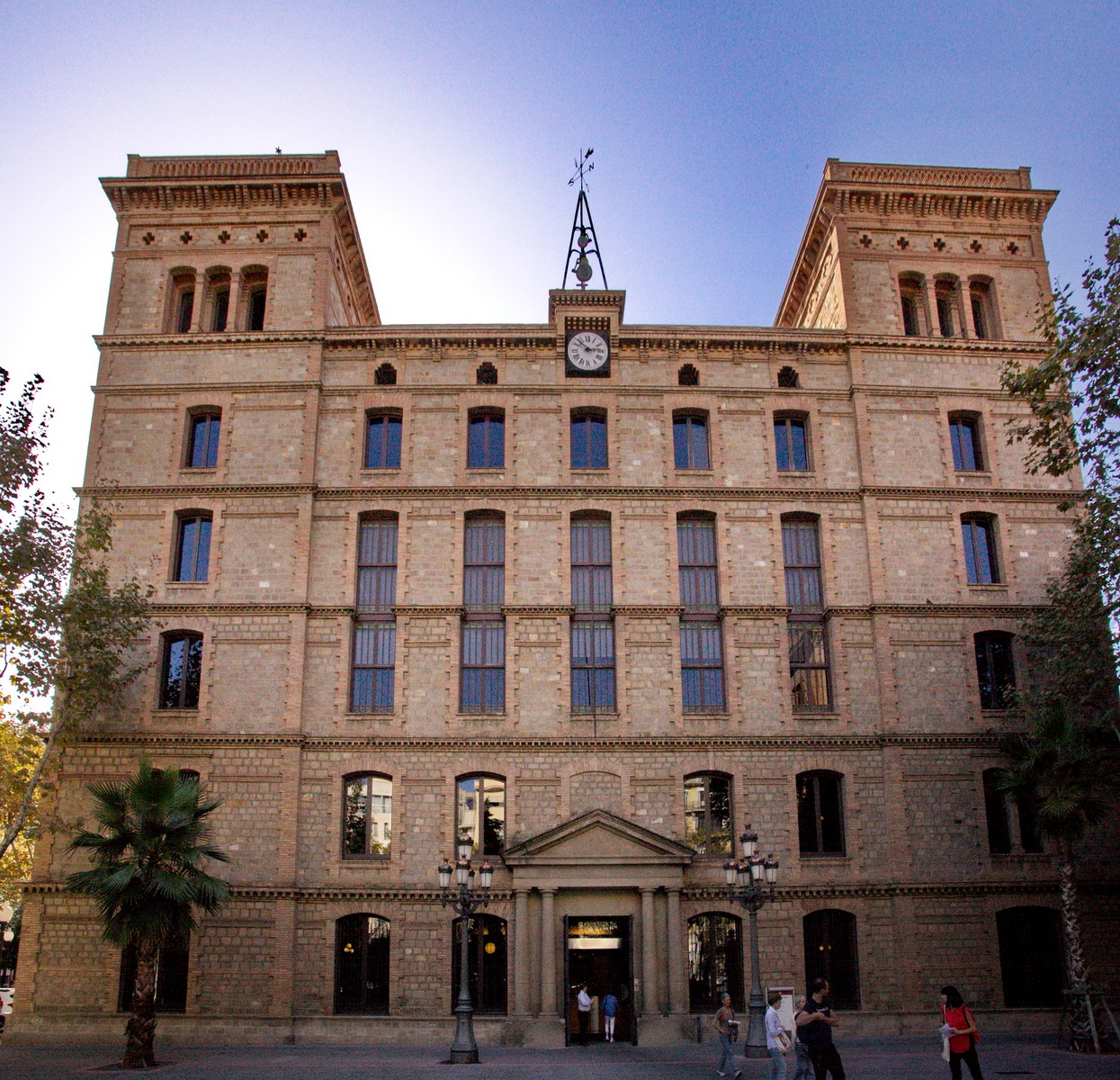
Edifici del Rellotge

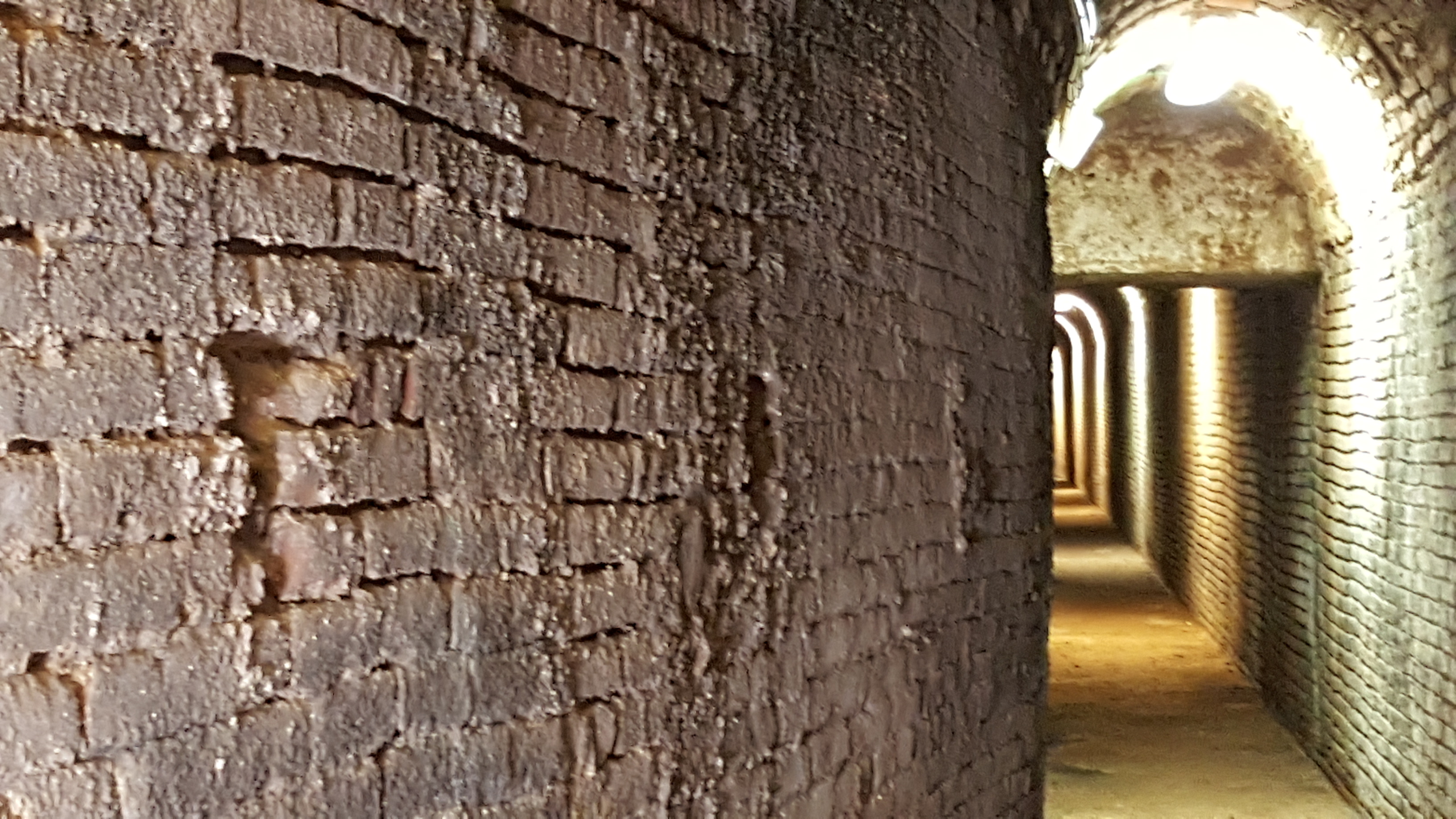
Túnel subterrani de l'Escola Industrial

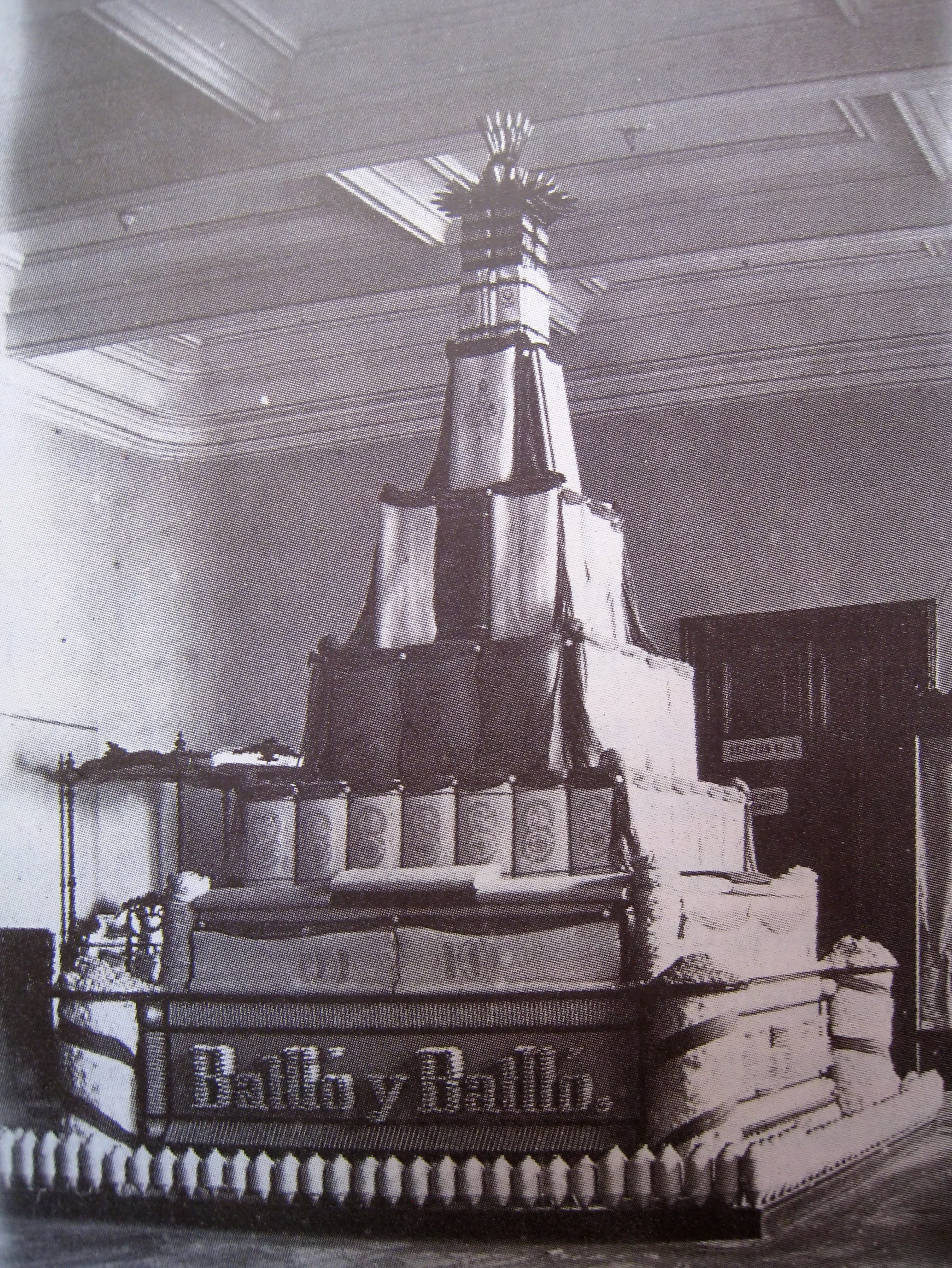
Estand dels Batlló i Batlló a la Manifestació Catalana de 1877, obra de Joan Busquets i Cornet

## Història
Té els seus orígens en la gran fàbrica de filatures de cotó creada pels germans Batlló i Barrera, una família d'empresaris olotins del tèxtil que van treballar a Barcelona a la primera meitat del segle xix. Dels quatre germans que varen iniciar l'activitat, dos d'ells, en Jacint i en Domènec, van morir el 1866 quan estaven planejant la creació d'aquesta gran fàbrica, i Feliu i Joan Batlló van tirar endavant amb el projecte. Entre 1867 i 1872 van realitzar sis compres de terrenys a diferents propietaris de finques rústiques en un indret conegut com l'Olivera Rodona i posteriorment Pla de Valldonzella: el 13 d'abril de 1867 a Claudi Negrevernis i Oller; una segona, el 13 de maig de 1867 (5 mujades, 14 mundines equivalents a 28.939 m²) a Antoni Cortada i Juncà; i la tercera el 21 de juny del 1867 (1 mujada 6 mundines equivalents a 6.899 m²) a Beneta Santomà i Estalella; posteriorment adquiriren altres tres propietats més. El terreny adquirit equivalia a quatre illes de l'eixample Cerdà i s'ubicava al terme municipal de Les Corts, que no es va integrar a Barcelona fins al 1897.
Els edificis industrials van ser bastits entre 1869 i 1875, segons un projecte de l'arquitecte Rafael Guastavino i Moreno (1842-1908), especialitzat en la construcció d'edificis industrials basats en la tècnica de voltes de maó amb tirants de ferro, com les fàbriques tèxtils de Barcelona (actualment desaparegudes) Muntadas, Aparicio i Cia a Sant Martí de Provençals (1875), o Carreras i fills als carrers de la Diputació i Casanovas (1878), abans d'emigrar als Estats Units d'Amèrica el 1881, on va realitzar diverses obres fins a la seva mort. Can Batlló va néixer amb la voluntat de competir amb L'Espanya Industrial de la família Muntadas i comptava amb 60.000 pues de filar, 1.500 telers i entre 2.000 i 2.500 obrers.
Al tombant del segle xx, després de diverses dècades d'industrialització fabril, a Catalunya mancaven tècnics de grau mitjà i de formació professional, ja que entre els enginyers industrials i els obrers sense formar hi havia espai per a molts professionals especialistes. Aquesta necessitat era coneguda per les diverses institucions catalanes públiques i privades de l'època: la Diputació de Barcelona, l'Ajuntament de Barcelona, Foment del Treball, l'Escola d'Enginyers Industrials. Per això volien crear un centre de formació adequat a les noves necessitats. El 30 de març de 1904 van aconseguir que un reial decret creés el patronat d'una Universitat Industrial (que amb el temps s'ha conegut com a Escola Industrial); que havia d'agrupar la ja existent Escola d'Enginyers, la seva Escola Elemental del Treball, i les altres escoles de grau mitjà que caldria crear juntament amb els tallers i els laboratoris. El 1906 el patronat ja comprava els terrenys de la fàbrica Batlló per a fer-ne un gran campus educatiu, preveient tant la construcció de nous edificis com l'ús dels de la vella empresa.
El projecte va restar aturat fins que Enric Prat de la Riba va arribar a la Diputació i el reactivà de nou, i que a partir del 1914 va engrandir des de la Mancomunitat de Catalunya. L'any 1914 s'hi va inaugurar l'Escola Elemental del Treball, predecessora de l'actual Escola del Treball de Barcelona, que encara està ubicada al recinte. El conjunt va ser rehabilitat per Lluís Planas i Calvet, i posteriorment, entre els anys 1927 i 1931, fou ampliat per Joan Rubió i Bellver, arquitecte en cap de la Mancomunitat de Catalunya, que projectà les naus centrals i el paranimf, considerades les parts més valuoses del conjunt des del punt de vista arquitectònic. En aquesta ampliació es construí l'edifici d'entrada, al carrer Urgell, que s'integrà en l'estructura inicial del conjunt usant obra de maçoneria i maó vist, els mateixos materials que s'usaren en la construcció de la fàbrica. L'edifici compta amb un vestíbul amb coberta radial i un templet situat al centre.

## Descripció
Aquest conjunt, que va ser reconvertit a començament del segle xx en l'Escola Industrial, depèn íntegrament de la Diputació de Barcelona, la qual hi té diverses oficines. Actualment acull l'Escola del Treball de Barcelona, així com la Piscina Sant Jordi i un camp de futbol amb gespa artificial, amb un dipòsit d'aigües pluvials situat sota terra.
Hi ha edificis de diverses cronologies i tipologies que es corresponen amb dues grans fases constructives; la més antiga amb projecte de Rafael Guastavino i Moreno entre 1868 i 1870 i la segona cap al 1927, obra de Joan Rubió i Bellver. De la primera època es troba catalogat l'anomenat «Edifici del Rellotge» (en origen dels telers), i de la segona el cos central d'entrada, l'Escola d'Arts i Oficis i la Residència d'estudiants amb capella. La seva arquitectura es caracteritza per la concepció de l'espai interior segons les premisses de claredat, amplitud i lluminositat que permetia l'aplicació de les tècniques tradicionals de maó de pla, especialment en voltes i arcs. Aquesta tècnica permetia no tan sols crear espais de gram amplitud sinó que era més a més una solució ràpida i barata.
L'edifici conegut actualment com a Edifici del Rellotge s'aixeca a l'entrada dels carrers del Comte d'Urgell i de Rosselló i es configura com un cos paral·lelepipèdic construït en maó i pedra, amb una torre de secció quadrada en cada extrem de la façana i un pati central de columnes al seu interior.
La façana principal, que dona al carrer d'Urgell, es configura amb tres cossos, el central amb sis plantes i set als volums dels angles, els quals estan concebuts a manera de cossos torrejats. Cada nivell està perfectament definit gràcies a la presència d'unes franges que, a manera de cornises amb petites mènsules, contribueixen a crear una ornamentació, limitada únicament als jocs de colors i materials creats per la maçoneria mixta vista del mur.
L'accés es realitza a través d'una porta ael tram central de la façana principal, que dona accés a un gran vestíbul amb voltes de maó de pla. Aquest espai es configura com un distribuïdor dels àmbits de planta baixa i dels accessos als nivells superiors. Als trams més curts es localitzen les escales que condueixen a la resta de pisos, accés que es realitza a través de dos arcs rebaixats. Al tram més llarg -afrontat al frontis d'entrada- es disposen parelles de columnes d'orde jònic que sostenen un potent entaulament, les quals donen pas a un espai de gran amplada cobert amb voltes de maó de pla amb bigues de fusta i pilars de ferro. El vestíbul està cobert també amb voltes de maó de pla, en aquest cas decorades amb uns arcs torals, revestides amb un arrebossat de tonalitat clara en el que es representen a través d'esgrafiats motius vegetals.
A través de les escales localitzades als costats del vestíbul s'accedeix al primer pis, on hi ha una gran sala amb dos nivells d'alçat i coberta amb una volta rebaixa amb lluerna. Aquest espai conegut com a Sala noble va ser construït durant els anys 1920, fruit de la remodelació portada a terme per Lluís Planas i Calvet i posteriorment per Joan Rubió i Bellver. Disposa de columnes de gran alçària que es rematen al pis superior amb capitells d'ordre dòric, mentre que al pis inferior es veuen envoltades per un potent cornisament que marca la cota de paviment del segon pis. El nivell inferior disposa d'una mena de mur corregut en els intercolumnis que a mitja alçada es transforma en finestres, les quals il·luminen les dependències del primer pis que envolten aquesta gran sala. Pel que fa al segon nivell de la sala, entre les columnes es desenvolupa una barana de ferro i un tancament de vidre que tanca els despatxos localitzats al voltant d'aquest segon pis. La zona de l'entaulament es configura com un cos amb arcuacions que es rematen amb una lluneta cega i que és aprofitada per disposar la decoració d'esgrafiats, on es pot llegir la data MCMXXVII (1927).
La biblioteca, localitzada al segon pis i amb una doble alçada que permet, a través d'un passadís de fusta i una escala en un dels angles, disposar l'arxiu en dos pisos. Especialment rellevant és la porta, que encara conserva la fusteria original amb els vitralls decoratius i el rètol que al mateix vidre indica la senyalització d'aquest espai.

### Cos central d'entrada
Va ser projectat per l'arquitecte Joan Rubió i Bellver i enllestit l'any 1927. Avui dia. acull les instal·lacions de l'Escola d'Enginyeria Tècnica Industrial i destaca especialment per la seva entrada, amb un vestíbul d'embigat radial. Aquest espai accessible des del carrer del Comte d'Urgell i des de l'interior del recinte pròpiament dit es configura com un espai de planta poligonal, amb uns grans arcs que es recolzen a sobre de pilars de maó i que permeten desenvolupar una gran volta radial de maó de pla a sobre de biguetes de ferro, la qual es recolza al tram central en una mena de templet porticat amb arcs de maó i columnes de pedra.
A l'interior de l'edifici es manté el mateix sistema de forjats amb revoltó de maó de pla i bigueta de ferro, en aquest cas amb un revestiment d'esgrafiat que representa motius vegetals i geomètrics en tonalitats vermella i blanca.

### Escola d'Arts i Oficis
Estroba a la banda més septentrional del conjunt, a la banda del carrer del Comte d'Urgell. És una construcció de planta baixa i tres pisos, reformada per Joan Rubió i Bellver el 1928 i inaugurada el 1929, coincidint amb l'Exposició Internacional.
De l'interior destaquen dos espais. Un d'ells és el hall de l'Escola amb una gran alçada que ocupa els quatre nivells d'alçat de l'edifici i l'altre és l'antiga sala de filatures.
Al hall o rebedor s'hi accedeix a través d'un vestíbul cobert amb revoltó de maó de pla i bigues de ferro, amb unes grans bigues de fusta transversals, tot revestit amb esgrafiats que a manera de sanefes configuren la carga decorativa d'aquest espai. Uns esglaons donen pas a l'esmentat hall, el qual es cobreix amb una coberta realitzada a base d'arcs parabòlics, entre els quals es disposen unes lluernes esglaonades. El material emprat per la construcció d'aquesta coberta és el maó, el qual es troba revestit en alguns punts amb un arrebossat blanc decorat amb esgrafiats, en altres punts, les formes vegetals que dibuixen els esgrafiats es disposen directament a sobre del maó vist com si es tractés de siluetes retallades. D'entre aquesta decoració d'esgrafiats destaca la del mur frontal (a manera de capçalera) on es pot llegir LABOR PRIMA CIRCUS (Treball abans que oci). Aquest text es troba envoltant una escena que reprodueix un gran rusc amb abelles treballant-hi.
A continuació es desenvolupa una peça molt interessant que es correspon amb una gran i àmplia nau, en origen destinada a les filatures. Al projecte arquitectònic original, per mantenir el grau d'humitat convenient, va ser construïda al soterrani, motiu pel qual, algunes voltes han estat convertides en claraboies per a obtenir una il·luminació perfectament homogènia. Les seves grans dimensions (102 x 70 m) i les 336 columnes de ferro colat i la llum aportada per les claraboies, donen com a resultat un espai uniforme i extraordinàriament equilibrat que actualment acull part de les instal·lacions d'ensenyament de l'Escola.

### Residència d'estudiants i capella
Es troba a la banda més nord-oriental del conjunt, molt a prop de la gran xemeneia de maó conservada al recinte i va ser construït entre 1927 i 1931 amb projecte de Joan Rubió i Bellvé.
Destaca especialment d'aquest edifici la capella que, repeteix en certa manera el mateix model constructiu del hall de l'Escola d'Arts i Oficis, amb la coberta d'arcs parabòlics i elements decoratius esgrafiats que es disposen a sobre de la superfície de maó vist.

## Institucions
Al recinte de la Universitat Industrial cronològicament s'hi van obrir les institucions següents:
- Laboratori General d'Investigacions i Assaig (1909, 1921, 1984) recolzava la indústria catalana a través d'anàlisis, proves, recerca científica i certificacions.[6][8]
- Escola de Directors d'Indústries Tèxtils (1909)
- Escola Superior d'Agricultura (1911), dirigida per Josep M. Valls i a partir del 1919 per Carles Pi i Sunyer.
- Escola de Directors de Blanqueig, Tintoreria, Estampació i Acabats (1913)
- Escola d'Adoberia de pells (1913)
- Escola del Treball (1913, trasllat i separació de l'Escola d'Enginyers Industrials). Fou la primera escola-taller vespertina que formava treballadors joves en diverses especialitats. Dirigida per Josep A. Barret i després per Rafael Campalans.[8]
- Institut de Química Aplicada (1915)
- L'Escola Superior de Bibliotecàries (1915-1924) ubicada a l'Edifici del Rellotge.[11]
- Escola Superior de Bells Oficis (1915), dirigida per Francesc Galí
- Escola de Directors d'Indústries Elèctriques (1917), dirigida per Esteve Terradas i l'Institut d'Electricitat Aplicada (1917).
- Escola d'Infermeres (1917).[12]
- Escola d'Alts Estudis Comercials (1918)
- Institut d'Orientació Professional (1918), dirigit per Georges Dwelhauvers.
- Escola d'Indústries Mecàniques (1919), que s'acabaria fusionant amb l'anterior
- Escola d'Enginyers Industrials (traslladada el 1927 - es trasllada el 1964), s'ubicà a l'Edifici del Rellotge.[11]
- Institut d'Estudis Fotogràfics de Catalunya (1972), fundat per Miquel Galmes i Creus